# Albens
Albens [albɛ̃s] est une ancienne commune française située dans le département de la Savoie en région Rhône-Alpes.
Par arrêté préfectoral du 25 septembre 2015, elle devient une commune déléguée au sein de la Commune nouvelle d'Entrelacs le 1er janvier 2016. Elle reste néanmoins le chef-lieu de la commune nouvelle.
Limitrophe du département voisin de la Haute-Savoie, Albens fait partie du Pays de l'Albanais entre le massif de la Chambotte à l'ouest et le massif des Bauges à l'est.

## Géographie

### Situation
La commune d'Albens est située au nord-ouest du département de la Savoie, à quelques kilomètres de celui de la Haute-Savoie. Au pied de la Chambotte, sa position au niveau de l'Albanais lui vaut l'appellation de la commune « entre deux lacs » à savoir le lac du Bourget et le lac d'Annecy.

### Climat
Le climat à Albens est de type montagnard en raison de la présence du massif des Bauges à l'est, de la Chambotte et de la Chaîne de l'Épine à l'ouest. Il donne des hivers froids et humides avec présence fréquente de gel et de neige, et des étés chauds et secs. Une particularité toutefois pour Albens et la plupart des communes du Pays de l'Albanais: la présence fréquente de brouillards plus ou moins épais ainsi que de givre en hiver en début de matinée, dus à la présence des marais d'Albens, marais formés par les dépressions molassiques dilatées d'Aix-les-Bains à Rumilly et défoncées le long de son axe par les glaciers rendant le drainage des eaux vers le sud difficiles.

### Communes limitrophes
Albens possède un total de huit communes limitrophes, dont trois dans le département voisin de la Haute-Savoie, à savoir d'ouest en est: Massingy, Bloye et Saint-Félix, toutes situées au nord de la commune. Pour le reste il s'agit à l’ouest (sur le massif de la Chambotte), de Cessens, Saint-Germain-la-Chambotte et la Biolle (sud/sud-ouest), et à l'est de Saint-Girod et Mognard.
| Massingy (74) et Cessens             | Bloye (74) | Saint-Félix (74) |
| Cessens et St-Germain-la-Chambotte   | Albens     | Saint-Girod      |
| St-Germain-la-Chambotte et la Biolle | La Biolle  | Mognard          |

### Voies de communication et transports

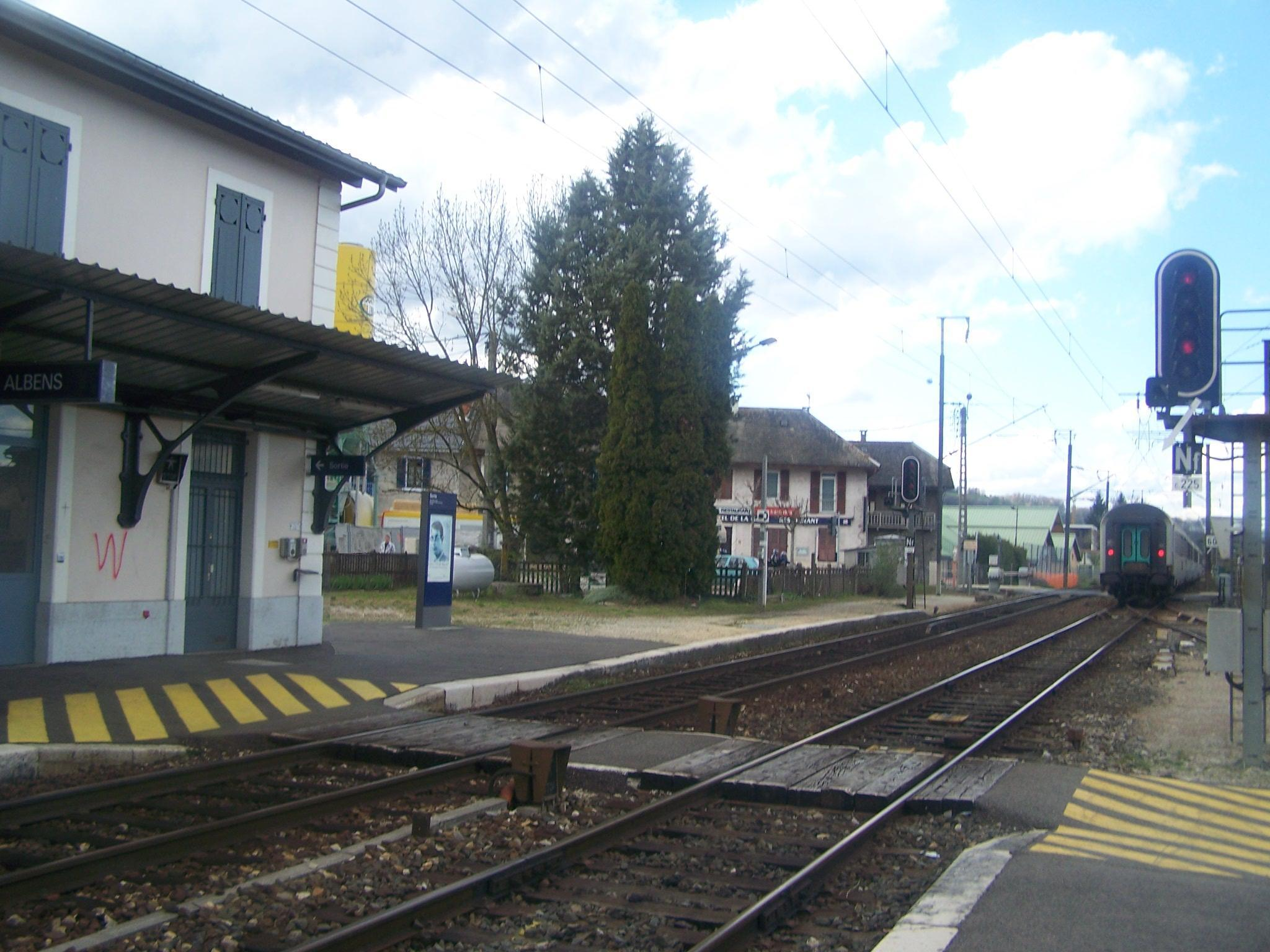
La gare d'Albens vue depuis les quais.

#### Voies routières
La commune d'Albens est traversée du nord au sud par l'ex-N201 devenue aujourd'hui D1201. Elle est ainsi directement liée à Annecy, Aix-les-Bains et Chambéry. L'autoroute A41 Nord passe à quelques kilomètres d'Albens, mais aucune sortie ne permet d'y accéder directement.

#### Transport ferroviaire
En matière ferroviaire, la commune est traversée par la Ligne Aix-les-Bains - Annemasse sur laquelle se situe la gare d'Albens, desservie par les TER Rhône-Alpes. Elle permet des liaisons directes vers Aix-les-Bains, Chambéry et Annecy, ainsi que vers Lyon, Grenoble et Valence.

#### Transports en commun
La commune d'Albens ne dispose pas d'un service municipal de transports en commun. Elle est toutefois desservie par les autocars départementaux organisés par le conseil général de la Savoie, ainsi que par des autocars TER affretés par la SNCF en Région Rhône-Alpes sur la liaison d'Annecy à Chambéry. En outre, Albens dispose de transports scolaires organisés par la communauté de communes du canton d'Albens.

## Toponymie
Le nom de la localité est attesté sous les formes Albinno fit et Albeno fet (monnaies mérovingiennes), vicus Albinnum ou Albinnenses ou Albanenses ou encore  Albenensi au XIe siècle,. En 1355, la mention d'une villa Albensi est rapportée par Claudius Blanchard dans son Histoire de l'abbaye de Hautecombe en Savoie (1878),. Un Prioratus de Albenco est attesté en 1344 dans le pouillé du diocèse de Genève,. En 1451, le Arbenci castellania est mentionné selon la revue de la SSHA (n°XXIII),.
Albens est un toponyme qui pourrait dériver du nom de la tribu (ethnonyme) des Albii, qui peuplaient cette région. Le mot serait ainsi formé par le suffixe -inum associé à Albii, dont le nom dérive du gaulois albios. Pour le toponymiste E. Nègre, le mot serait une évolution du préceltique *alb- (proche du lat albus, « blanc ») avec le suffixe préceltique *-inno. Le chanoine Gros cite, tout en nuançant, les travaux des chercheurs de la fin du XIXe siècle-début XXe siècle, Alfred Holder (Altkeltischer Sprachschatz, 1907-1913) ainsi que ceux de l'archiviste d'Arbois de Jubainville, qui voient dans Albinum une origine ligure ayant pour signification « blanc ». Selon lui, ce toponyme est un dérivé du nom cours d'eau voisin, l'Albenche, qui aurait ensuite désigné le territoire alors que Heny Sutter sur son site indique l'inverse.
En francoprovençal, le nom de la commune s'écrit Arbin (graphie de Conflans) ou Arbens (ORB).

## Histoire
Albens était à l'origine un vicus gallo-romain du nom d'Albinnum. Vers 1978-1981 de nombreuses fouilles archéologiques ont été effectuées par l'association Kronos d'Albens. Lors de ces fouilles il fut découvert des fondations d'habitations gallo-romaines, de nombreuses pierres avec des inscriptions, des vases et des poteries, des pièces de monnaie, des statuettes, des objets en bronze, des amphores, des vieux outils, des objets en verre, etc. Lors de la construction du collège Jacques Prévert en 1978, une tombe burgonde et une pierre à cupule furent également découvertes lors des travaux de terrassement. Ce vicus romain d'Albinnum était constitué d'une nécropole romaine, d'un cimetière burgonde, de plusieurs villas, de thermes, d'une voie romaine en pierres, d'une conduite d'eau et de deux temples.
L'ancien château d'Albens est quant à lui ruiné avant 1753 et le bourg fortifié avant 1754.
En 1867, l'église d'Albens fut reconstruite par décision de Napoléon III lors de son passage en Savoie et du général Philibert Mollard alors aide de camp de l'empereur.
La commune fusionne avec Cessens, Épersy, Mognard, Saint-Germain-la-Chambotte et Saint-Girod pour former au 1er janvier 2016 la commune d'Entrelacs.

## Politique et administration

### Liste des maires
| Période                                  | Période       | Identité             | Étiquette                | Qualité |
| ---------------------------------------- | ------------- | -------------------- | ------------------------ | --- |
| Les données manquantes sont à compléter. |               |                      |                          | |
| 1865                                     |               | Félix Canet          | Républicain Progressiste | Notaire Député de la Savoie (1898 → 1902) Conseiller général d'Albens (1877 → 1901 et 1907 → 1911) |
| Les données manquantes sont à compléter. |               |                      |                          | |
| ca. 1926                                 |               | Félix Philippe       |                          | |
| ca. 1932                                 |               | Jean-Marie Montillet | Rad.                     | Architecte, propriétaire Conseiller général d'Albens (1928 → 1940) |
| Les données manquantes sont à compléter. |               |                      |                          | |
| mars 1971                                | mars 1977     | Jean-Claude Meyer    |                          | |
| mars 1977                                | décembre 2015 | Claude Giroud        | UDF puis UMP-LR          | Notaire, maire honoraire Conseiller général d'Albens (1976 → 2015) 1er vice-président du conseil général de la Savoie (2008 → 2015) 1er vice-président de la CC du canton d’Albens Suppléant du député Dominique Dord (1997 → 2017) |

## Jumelages
- Ceneselli (Italie) depuis 1983

| La commune de Ceneselli en Italie |

## Population et société

### Démographie
L'évolution du nombre d'habitants est connue à travers les recensements de la population effectués dans la commune depuis 1793. À partir du 1er janvier 2009, les populations légales des communes sont publiées annuellement dans le cadre d'un recensement qui repose désormais sur une collecte d'information annuelle, concernant successivement tous les territoires communaux au cours d'une période de cinq ans. 
Pour les communes de moins de 10 000 habitants, une enquête de recensement portant sur toute la population est réalisée tous les cinq ans, les populations légales des années intermédiaires étant quant à elles estimées par interpolation ou extrapolation. Pour la commune, le premier recensement exhaustif entrant dans le cadre du nouveau dispositif a été réalisé en 2005,.
En 2013, la commune comptait 3 610 habitants, en évolution de +14,75 % par rapport à 2008 (Savoie : +3,87 %, France hors Mayotte : +2,49 %).
| 1793  | 1800  | 1806  | 1822  | 1838  | 1848  | 1858  | 1861  | 1866  |
| ----- | ----- | ----- | ----- | ----- | ----- | ----- | ----- | ----- |
| 1 050 | 1 081 | 1 120 | 1 303 | 1 615 | 1 788 | 1 626 | 1 543 | 1 628 |

| 1872  | 1876  | 1881  | 1886  | 1891  | 1896  | 1901  | 1906  | 1911  |
| ----- | ----- | ----- | ----- | ----- | ----- | ----- | ----- | ----- |
| 1 651 | 1 702 | 1 679 | 1 711 | 1 764 | 1 779 | 1 640 | 1 613 | 1 599 |

| 1921  | 1926  | 1931  | 1936  | 1946  | 1954  | 1962  | 1968  | 1975  |
| ----- | ----- | ----- | ----- | ----- | ----- | ----- | ----- | ----- |
| 1 542 | 1 610 | 1 575 | 1 571 | 1 581 | 1 565 | 1 575 | 1 548 | 1 661 |

| 1982  | 1990  | 1999  | 2005  | 2010  | 2013  | - | - | - |
| ----- | ----- | ----- | ----- | ----- | ----- | - | - | - |
| 2 150 | 2 439 | 2 650 | 2 939 | 3 231 | 3 610 | - | - | - |

### Manifestations culturelles et festivités

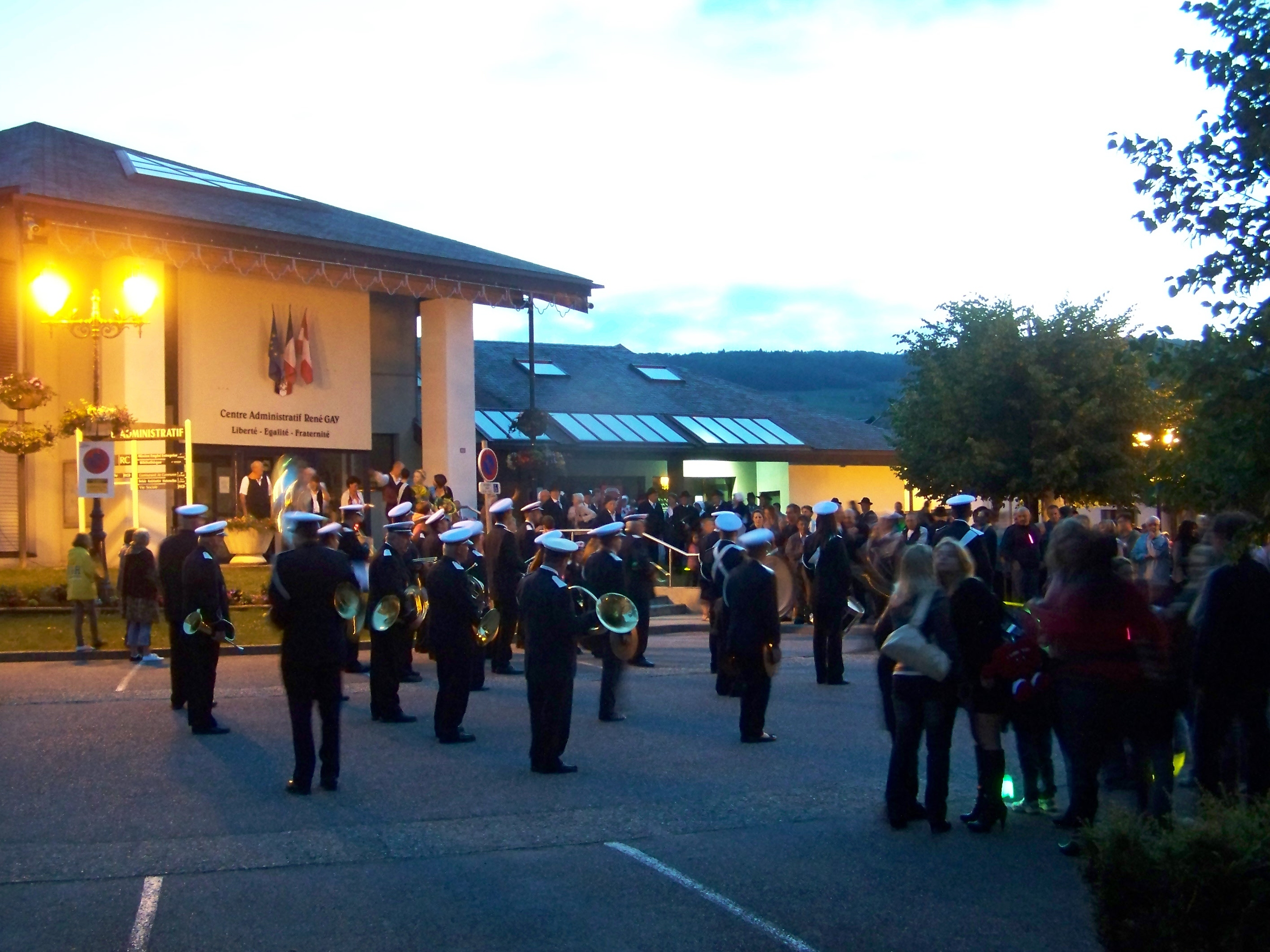
Jour du couronnement de la Rosière. Attente de la retraite aux flambeaux.

- Exposition de peinture chaque année en juin aux étangs de Crosagny.
- la brocante en juin
- la ronde des fours fin juillet depuis 2005 (visite à pieds de tous les fours à pain du village avec des dégustations sur place)
- élection de la Rosière. Tradition perpétuée à Albens chaque année depuis 1917 à la suite du legs consenti par Benoît Perret à la commune[13].
Son couronnement a lieu en juin et est suivi dans la soirée de la retraite aux flambeaux dans les rues d'Albens.

### Enseignement
- École Primaire (1881)
- École Maternelle (1976)
- Collège Jacques Prévert (1978)

## Culture locale et patrimoine

### Lieux et monuments

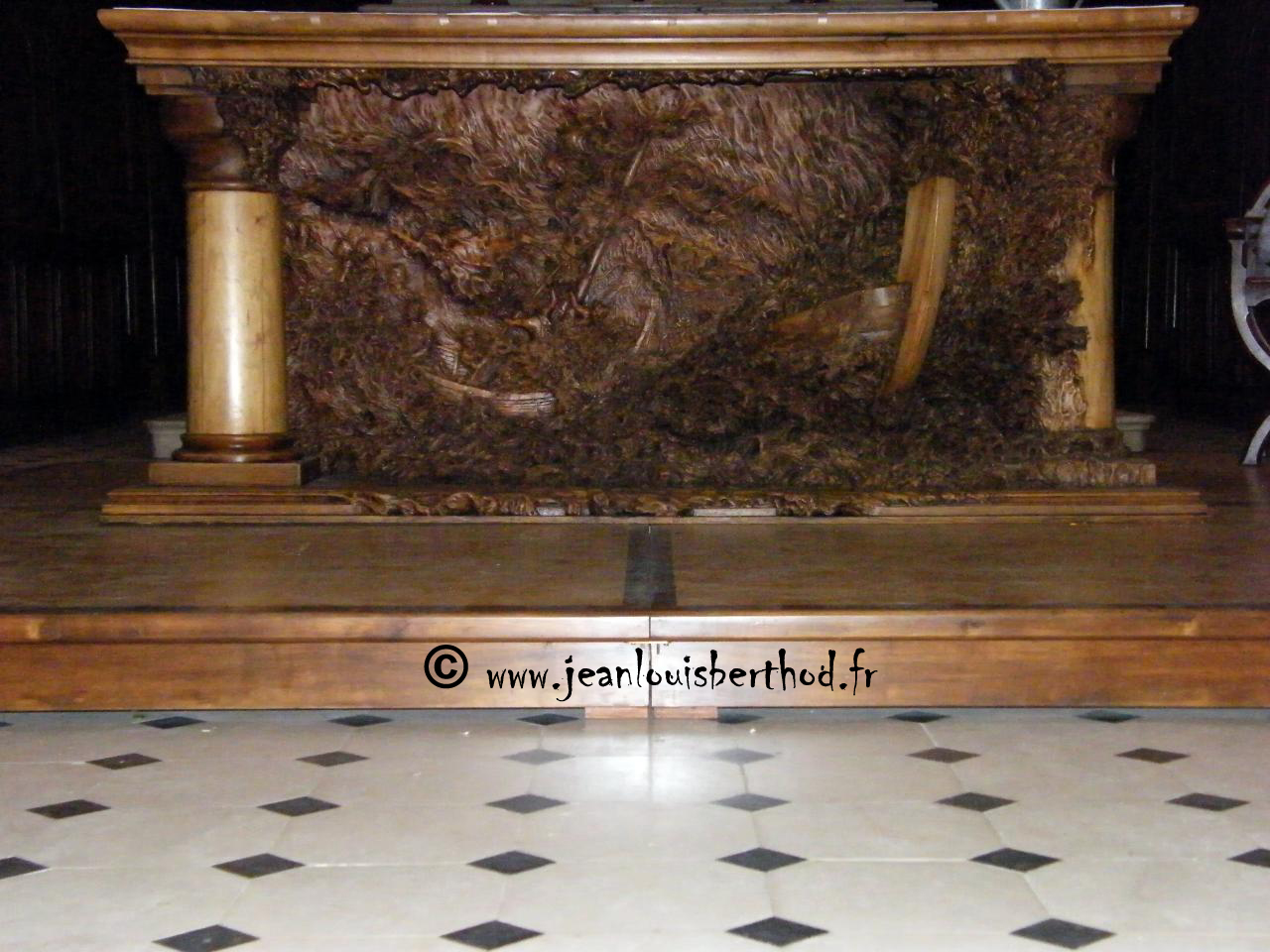
Autel de l’église.

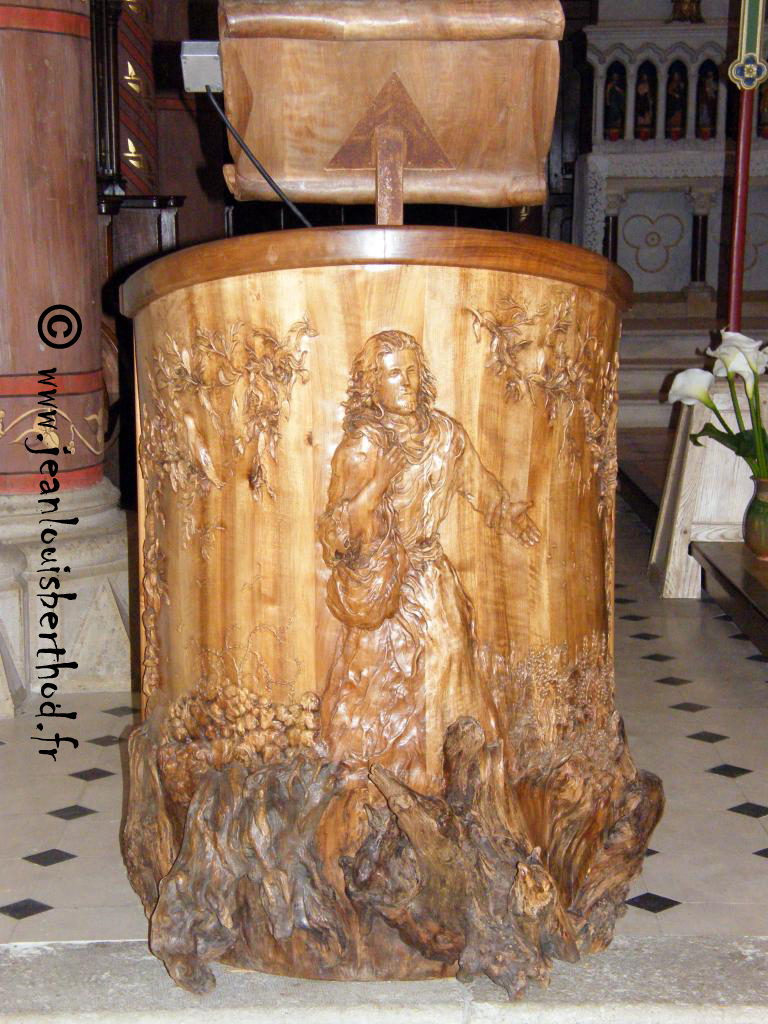
Ambon de l'église.

#### Monuments
- les sites romain et les mégalithes d'Albens
- château Emonet (en destruction)
- maison forte d'Orlyé (ou Orly) : elle fut notamment la possession de la famille éponyme.

#### Patrimoine religieux
- l'ancienne église de Notre-Dame-de-Tout-Pouvoir d'Ansigny, sans style défini, l'édifice pourrait remonter au XVIe siècle[14].
- l'église Saint-Alban, financée en partie par l'impératrice Eugénie de Montijo. En son sein, se trouvent l'autel et l'ambon sculptés sur bois par Jean-Louis Berthod, artiste amateur local.
- la chapelle du Sacré-Cœur de Dressy (1882)

#### Petit patrimoine
- le musée de l'association Kronos
- le moulin de Crosagny
- l'ancien lavoir de Braille
- les fours à pain de Dressy (1920), d'Ansigny, du Mollard, de Braille, de Lépau et des Caves
- le travail à ferrer les bœufs de Dressy
- le tombeau du général Philibert Mollard, le vainqueur de la bataille de san Martino le 24 juin 1859
- l'ancienne tuilerie Poncini

#### Patrimoine environnemental
- rivière de l'Albenche
- les marais
- les étangs de Crosagny
- l'étang de Braille
- sentier découverte

### Espaces verts et fleurissement
En 2014, la commune obtient le niveau « deux fleurs » au concours des villes et villages fleuris.

### Personnalités liées à la commune

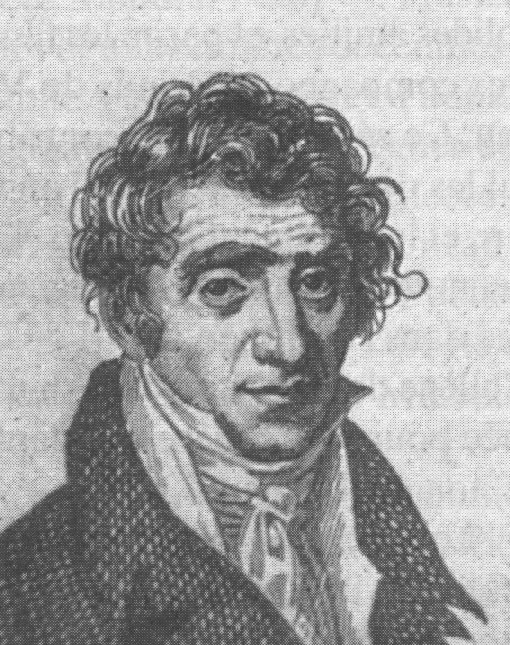
Joseph Michaud.

- Joseph-François Michaud (1767-1839), historien et pamphlétaire. Originaire d’Albens et de la Biolle, une rue d’Albens porte son nom.
- Philibert Mollard, né Félix-Philibert Mollard le 13 mai 1801 à Albens, mort le 23 juin 1873 à Chambéry (Savoie), général de division de l’infanterie, aide de camp honoraire de l'empereur Napoléon III.
- Son frère, Jean-François Mollard, né le 17 août 1795 à Albens et mort le 21 novembre 1864 à Turin, surnommé « Clair-de-Lune », devient général de la brigade de Savoie en 1849 et prend sa retraite en 1852. Il fait le choix à la suite de l'Annexion de 1860 de rester en Italie[16],[17].
- Pierre Louis Martin, révérend Père missionnaire du Sacré-Cœur d'Issoudun. Né le 7 juillet 1869 à Albens. Ses études ecclésiastiques le conduisent à Anvers, aux Amériques, en Angleterre (St Albans, Glastonbury, Harpenden). A Harpenden, il reste dans l'histoire locale comme le premier prêtre catholique de la paroisse, ayant célébré la première messe catholique publique depuis 300 ans en janvier 1905. Il participe activement dans les mois qui suivent à la construction de l'église temporaire qui voit le jour en mai 1905. Dans les années 1930, un vitrail de saint Pierre est installé dans la nouvelle église en mémoire de "Peter Martin", premier prêtre de la paroisse. À Glastonbury, il est rappelé pour avoir effectué la bénédiction de la chapelle du couvent St-Louis. À Albens, il reste également dans l'histoire locale pour avoir exhumé sur ses terres des colonnes romaines qu'il installe à l'entrée du lieu-dit de "La Paroy", site d'un ancien temple ou riche villa romaine. Pierre Martin décède le 3 novembre 1916 à Rumilly ; une croix en marbre, installée sur une des colonnes exhumées par Pierre Martin, portant l'inscription de l'année de sa mort, trône à l'entrée du lieu-dit de "La Paroy"[18].
- Félix Canet, député de la Savoie de 1898 à 1902.
- L’impératrice Eugénie de Montijo a offert aux pompiers d’Albens une pompe à bras et a financé en partie la construction de l’église.[réf. nécessaire]
- Aurélie Joly[réf. nécessaire]